# Баур, Юрг
Юрг Баур (нем. Jürg Baur; 11 ноября 1918, Дюссельдорф — 31 января 2010, Дюссельдорф) — немецкий композитор.
С детства учился игре на фортепиано и органе, в отрочестве начал заниматься композицией. Первый струнный квартет Баура был исполнен квартетом Вальтера Шульце-Приски в 1935 году, когда композитор ещё только заканчивал гимназию. В 1937 г. поступил в Кёльнскую консерваторию, где изучал композицию у Филиппа Ярнаха, орган у Михаэля Шнайдера и фортепиано у К. Г. Пильная. В 1939 году, однако, Баур был призван на военную службу и на протяжении всей Второй мировой войны продолжал служить, а в конце войны попал в советский плен.
Вернувшись в Германию в 1946 году, он сразу же начал преподавать теорию музыки в Дюссельдорфской консерватории, одновременно заканчивая Кёльнскую консерваторию, где он лишь в 1948 г. получил диплом. Затем в 1948—1951 гг. изучал музыковедение в Кёльнском университете под руководством К. Г. Феллерера. В 1950—1960-е гг. работал органистом в одной из дюссельдорфских церквей, преподавал в Школе церковной музыки земли Рейнланд-Пфальц, писал музыку к спектаклям Дюссельдорфского театра. В 1965—1971 гг. возглавлял Дюссельдорфскую консерваторию. Затем в 1971—1990 гг. вёл класс композиции в Кёльнской высшей школе музыки. Многократно был стипендиатом Немецкой академии в Риме (итальянские мотивы отразились во многих сочинениях Баура), несколько раз участвовал в музыкальных фестивалях в СССР.
На ранние произведения Баура повлиял Бела Барток, в 1950-е гг. он испытал интерес к открытиям Антона Веберна. Элементы додекафонии и, реже, алеаторики сочетались в творчестве Баура с обширными реминисценциями из классических авторов в диапазоне от Хенрика Изака до Роберта Шумана. Ряд работ Баура предназначены для блокфлейты, в возрождение современного интереса к которой он внёс вклад; среди них выделяется Концерт для блокфлейты и камерного оркестра «В поисках утраченного времени» (1975). К другим заметным сочинениям Баура относится его единственная камерная опера «Роман с контрабасом» (нем. Der Roman mit dem Kontrabass; 2005, по одноимённому рассказу А. П. Чехова). Римский концерт (итал. Concerto romano) для гобоя с оркестром (1960), ряд работ для органа.